# Oostelijke Polders
Oostelijke Polders – miasto w Surinamie, w dystrykcie Nickerie.